# Batalló de Voluntaris Catalans
El Batalló de Voluntaris Catalans fou una unitat militar catalana alçada a Catalunya per combatre a la Guerra d'Àfrica (1859 - 1860) sota el comandament de Joan Prim i Prats.

## Uniforme i Armament
- Barretina: vermella amb gira blava i interior negre
- Jaqueta: blau turquesa oberta, amb solapes vermelles i traus de botó militars vermells
- Armilla: vermella amb ratlles negres
- Camisa: de color cru natural, amb mocador al coll
- Faixa: vermella
- Pantaló: blau turquesa abombat per efecte de les polaines
- Polaines: de cuir natural abotonats
- Espardenyes: amb veta vermella
- Motxilla

- Fusell carabina: Model 1857/59; ànima ratllada

Longitud total: 1231 mm
Longitud del canó: 841 mm
Calibre: 14.8 mm

## La Guerra d'Àfrica
Els incidents amb les tribus frontereres de les Illes Alhucemas, Ceuta i Melilla havien esdevingut freqüents després de 1848 i finalment el 1859, Leopoldo O'Donnell va declarar la guerra al Marroc. L'1 de gener de 1860, el general Joan Prim i Prats, amb la victòria a la batalla de Tetuan, avançà en tromba fins a la desembocadura de Uad el Jelú amb el suport del General Juan Zavala de la Puente i Segundo Díaz Herrero, que comandava l'Armada, mantenint les forces enemigues allunyades de la costa.

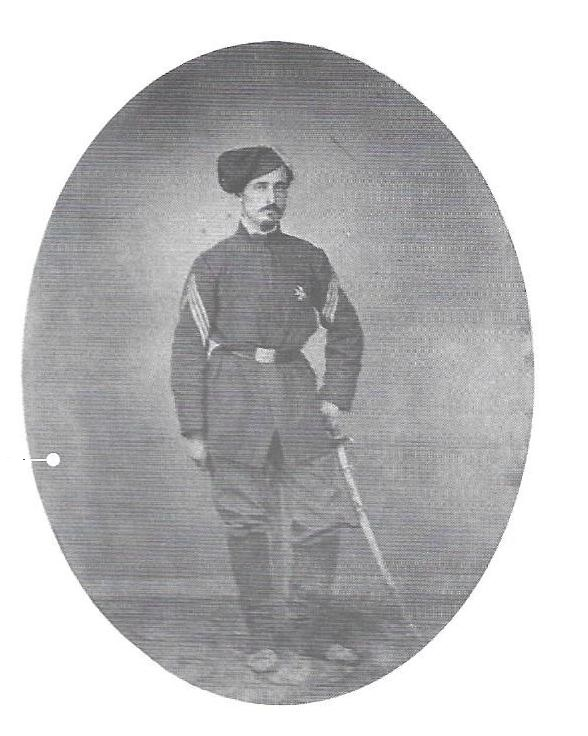
Capità del Voluntaris Catalans. Essent un voluntari, l'uniforme mostra el rang sense estrelles.

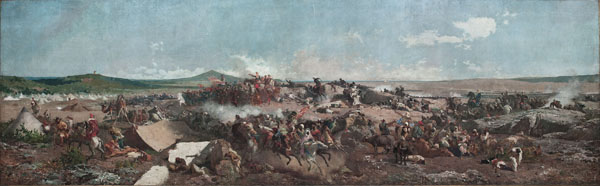
La batalla de Tetuan, de Marià Fortuny

El 31 de gener de 1860, les forces marroquines reaccionaren i passaren a l'ofensiva, caient en tromba sobre les forces expedicionàries espanyoles que foren salvades per l'heroica resistència de les tropes catalanes del Batalló de Voluntaris Catalans en la batalla de Tetuan que van desembarcar el 3 de febrer i entrar en combat l'endemà. Finalment, el 6 de febrer de 1860, Tetuan fou capturat i el 26 de març, després de la derrota marroquina a la batalla de Wad-Ras, a la confluència dels rius Jelú i Buceja, es va signar a Tetuán el tractat de Wad-Ras, que posava fi a la guerra